# Neubanz
Neubanz  ist ein Gemeindeteil der oberfränkischen Stadt Bad Staffelstein im Landkreis Lichtenfels.

## Geografie
Das Straßendorf liegt etwa sechs Kilometer südwestlich von Lichtenfels am westlichen Fuße von Kloster Banz.

## Geschichte
Die Erstnennung Neubanzs war 1855. Es entstand um 1820 als Ansiedlung Bediensteter des fürstlichen Schlosses Banz.
1862 erfolgte die Eingliederung des Dorfes, das zur Landgemeinde Weingarten gehörte, in das neu geschaffene bayerische Bezirksamt Staffelstein.
1871 hatte Neubanz 77 Einwohner und 31 Gebäude. Die katholische Kirche stand im 0,5 Kilometer entfernten Kloster Banz, die Schule im 1,5 Kilometer entfernten Unnersdorf. 1900 lebten in dem Dorf 105 Personen in 13 Wohngebäuden. Die zuständige evangelische Pfarrei befand sich im 4,4 Kilometer entfernten Herreth. 1925 hatte Neubanz 76 Einwohner und 13 Wohngebäude.
1950 lebten in Neubanz 92 Einwohner in 14 Wohngebäuden. Im Jahr 1970 zählte der Ort 55 Einwohner und 1987 57 Einwohner sowie 19 Wohngebäude.
Am 1. Juli 1972 wurde der Landkreis Staffelstein aufgelöst und die Gemeinde Weingarten in den Landkreis Lichtenfels eingegliedert. Zeitgleich wurde Neubanz aus der Gemeinde Weingarten ausgegliedert und mit den Nachbargemeinden Altenbanz, Stadel, Nedensdorf sowie Unnersdorf zur neuen Gemeinde Banz zusammengeschlossen, die am 1. Januar 1978 aufgelöst und in die Stadt Staffelstein eingegliedert wurde. Seitdem ist Neubanz ein Stadtteil Staffelsteins.